# 地名決定委員会

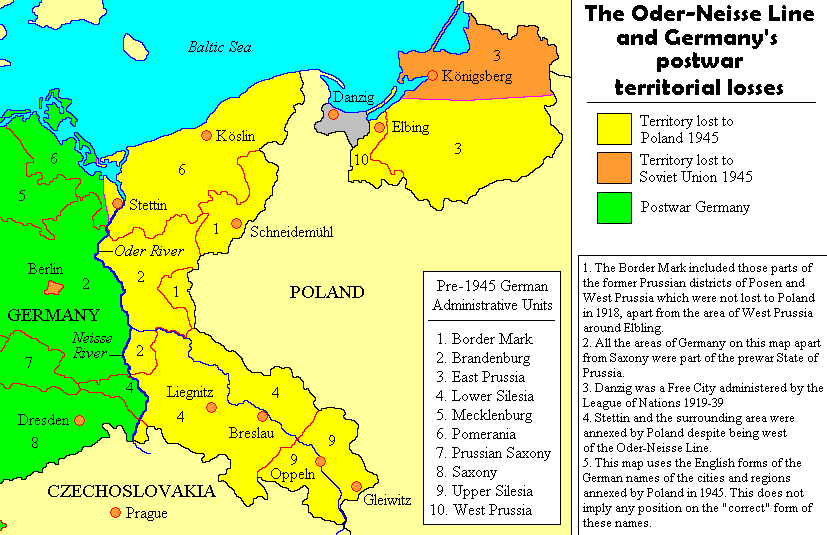
ドイツが戦後失った領土: 黄色がポーランド領となった地域、灰色が旧自由都市ダンツィヒの領域。ポーランドの立場から見ればその両者を併せたものが回復領である。
なお、地図上のオレンジ色の地域はカリーニングラード州としてソ連に併合された。

地名決定委員会 (ポーランド語: Komisja Ustalania Nazw Miejscowości) は、ポーランドの行政省が、1946年1月に設置した委員会で、当時ポーランドで「回復領」と呼ばれていた旧ドイツ東部領土における、場所、村、町、都市などの地名の確定を任務としていた。

## 背景

### 領域と人口

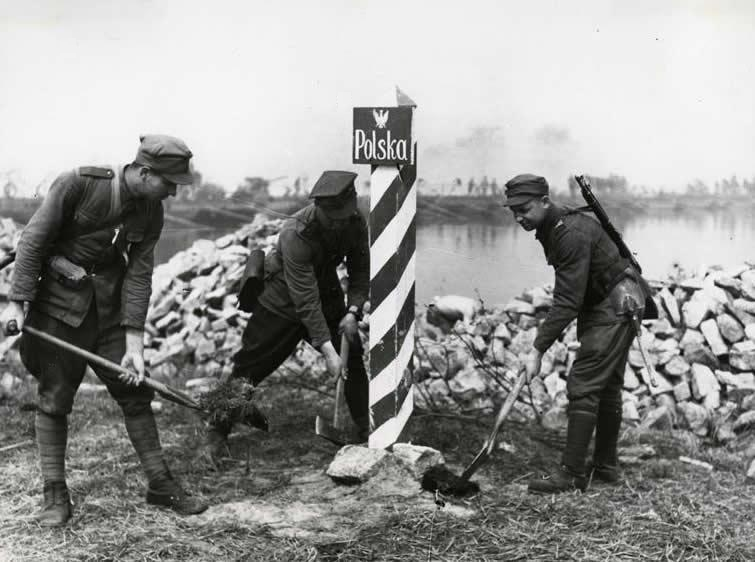
ドイツとの新たな国境に立てられるポーランド側の標識 (1945年)

ポツダム会談の決定によって、オーデル・ナイセ線以東の旧ドイツ領の大部分は、ポーランドの領土に編入され、残っていたドイツ系住民も、大部分が追放された(Flight and expulsion of Germans from Poland during and after World War II)。こうした地域の一部は、中世に遡る歴史的なポーランドとの繋がりがあったが(シロンスク(シュレージエン)公国、参照)、東方植民によってドイツ人(ドイツ語話者)が何世紀にもわたって住んでいた。
1939年のドイツの国勢調査によれば、この領域には885.5万人が住んでおり、その中には最東部にいた少数集団としてのポーランド系住民も含まれていた。このポーランド系少数集団の中には、マズールィ(マスリア)(Masuria)地方(旧東プロイセン南部)のマスリア人(Masurians)、ポメラニア (ポモージュ)地方のカシュビア人(Kashubians)やスロビンシア人(Slovincians)、上シレジア地方(Upper Silesia)のシレジア人(Silesians)などが含まれていた。これらの集団は、戦後「autochthons (先住民)」と称されるようになり、その居住する領域の「ポーランドらしさ」の証拠として使われた。ドイツの国勢調査ではポーランド語話者の数を、多言語話者を含めて70万人未満としているが、 ポーランドの人口学者たちは、旧ドイツ領におけるポーランド人の実際の数は120万人ないし130万人に達していたと推計している。120万人としている推計によれば、そのうち、およそ85万人が上シレジア地方、およそ35万人が東プロイセン南部(マスリア(マズールィ))に住んでおり、その他の地域を合わせて、さらに5万人程度が他の地域に広がっていたとされている。
ドイツ人たちが次々と収容され、追放されていく中で、500万人近い入植者たちが、あるいはこの地域に引き寄せられて、あるいは強制されて、1945年から1950年の間にやって来たということになる。さらに、110.4万人の旧ドイツ領時代からの住民(うち85.1万人は上シレジア)が、ポーランド国籍を認められて残留を許された。この結果、回復領におけるポーランド人の人口は、1950年には 5,894,600人に達した。
ポーランド政府は、プロパガンダのために、こうした先住民たちができるだけ現地に留まるように努めた。旧ドイツ領における彼らの存在は、地域固有の「ポーランドらしさ」を示すものであるとされ、その地域を回復領としてポーランド国家に併合することを正当化するものとされていた。
ポーランド当局は、しばしば中世のポーランド国家を引き合いに出して歴史的領有権の主張の正当性を強調し、「回復領」という用語でこうした領域を呼ぶようになった。この地域に到着したポーランドの行政官や入植者たちは、地名の使われ方が一貫しておらず、曖昧だという問題に直面することになった。

### 以前の地名
中世の東方植民の時代に、ドイツ人たちが入植した地域では、新たにドイツ語の地名が付けられることもあれば、既に存在した先行地名を取り入れることもあった。先行地名はバルト人か西スラヴ人の残したもので、北部では古プロシア語やスラヴ・ポメラニア語、南部ではスラヴ・シレジア語やスラヴ・ポーランド語によるものであった。上シレジアなど多言語使用地域では、同じ地名についてドイツ語や(ポーランド語を含む)スラヴ諸語それぞれの語形があり、スラヴ語系の地名が元になっている場合もあれば(例えば、オポーレ: ポーランド語: Opole → オペルン: ドイツ語: Oppeln、リプスク: ポーランド語: Lipsk → ライプツィヒ: ドイツ語: Leipzig、ベルリン: ポーランド語: Berlin → ベルリン: ドイツ語: Berlin、ドレズノ: ポーランド語: Drezno → ドレスデン: ドイツ語: Dresden)、ドイツ語の地名が元になっている場合もある(例えば、ライヘンバッハ: ドイツ語: Reichenbach → リフバフ: ポーランド語: Rychbach)。
19世紀に「文化闘争」が始ると、スラヴ系に由来する地名の多くが、よりドイツ語らしい地名に改称されるようになった。1938年、東プロイセンとシレジア地方にあったスラヴ語や古プロシア語に由来する地名の多くが、ナチス・ドイツ政権によって純粋に「ドイツ的な」地名に改名された。こうした改名は、第二次世界大戦中、ナチス・ドイツがポーランド文化の根絶を図った時期にも、盛んに行われた。(en:Polish culture during World War II 参照)

### 初期の改名: 1945年
当初は、改名にもいろいろなやり方があった。
- ドイツ語の地名をそのまま使い、発音や綴り字をポーランド語風にする。大半は中世以前からのスラヴ系起源の地名。(Zechow → Czechów、Boyadel → Bojadła、Poberow → Pobierowo、Grabow → Grabowo)
- ドイツ語の地名の意味を直訳する。(Eichberg → Dębogóra (オーク山)、Grünwalde → Zielenica[13] (緑の森)、Linde → Lipka (菩提樹))
- その場所の地形的特徴によって名づける。(Górki[14] - 山中、山が多い、の意)
- 地元に所縁のある人物や出来事を讃えて名づける。(Sensburg → Mrągowo: ムロンゴヴォ: 聖職者ムロンゴヴィウス(pl:Krzysztof Celestyn Mrongovius、en:Christoph Mrongovius)から、Lötzen → Giżycko: ギジツコ:政治家ギゼヴィウシャ(pl:Gustaw Gizewiusz、en:Gustaw Gizewiusz)から、Rastenburg → Kętrzyn: ケントシン: 独立運動家ケントシンスキ(pl:Wojciech Kętrzyński、en:Wojciech Kętrzyński)から)
- 入植者の出身地の地名をつける。

といった具合である。また、ドイツ人が進出する中世以前のポーランド語(ないしスラヴ語)の歴史的地名を保存しようという取り組みもあった。
ドイツ人の追放(en:expulsion of Germans from Poland)に際し、およそ90万人のマスリア人とシレジア人は、追放を免れた。彼らは日常的に、ポーランド語やシレジア語 の方言に、ドイツ語からの借用語を入れて話していた。当然ながら彼らは、多くの地名に関して、それぞれマスリア語やシレジア語での伝統的な呼称を持っていた(例えば、ヨハンニスブルク: ドイツ語: Johannisburg - ヤンスボルク: ポーランド語: Jańsbork (現在のピシュ: pl:Pisz、
en:Pisz)、ラステンブルク: ドイツ語: Rastenburg - ラステンボルク: ポーランド語: Rastembork (現在のケントシン)、レッツェン: ドイツ語: Lötzen - レッツ: ポーランド語: Lec (現在のギジツコ: pl:Giżycko、en:Giżycko)、リーグニッツ: ドイツ語: Liegnitz - レグニツァ: ポーランド語: Lignica).しかし、多くの場合、こうした地名は地名決定委員会の方針には合わず、地名改定に際して考慮されることはなかった。このため、委員会の決定は、地元の住民に受け入れられるとは限らず、時には、新しい地名への抗議がボイコットに至ったり、道路標識が破壊されるといったことさえあった。地元住民は、委員会によるこうした地名改定の動きを、彼らの意向に反するポーランド化(en:Polonization)であると評価していた。また、別のケースでは、ポーランド人の入植者たちが、委員会の決定を拒み、別の村名を求めるという例もあった。
多くの場合において、ひとつの場所が3通りも4通りもの名前を持っており、県レベルの行政区画でも、旧自由都市ダンツィヒ周辺地域には、4通りの名前(morskie、kaszubskie、gdańskie、wiślane)がついていた。
時には、行政機関の間でも、町村役場、県庁、鉄道局などがそれぞれに異なる地名を使っていることもあった。例えば、ドルヌィ・シロンスク県にある現在のジェルジョニュフは、同時に3通りの地名(Rychbach、Reichenbach、Drobniszew)で呼ばれていた。この問題は、後に、この町の名を、(ハナバチの単為生殖を発見した養蜂家で聖職者の)ヤン・ジェルジョン(pl:Jan Dzierżon、en:Jan Dzierzon)を讃えて改名することで解決された。

### 1945年の会議
1945年4月のはじめ、ポズナンの国営鉄道庁地方局は、オーデル川沿いの地名の標準化作業を行う委員会を立ち上げた。この取り組みは、西方研究所(pl:Instytut Zachodni、en:Western Institute)とポズナン大学の支援を受け、1945年7月には、ドイツ語とポーランド語の2カ国語による『Słowniczek nazw miejscowych (地名小辞典)』が刊行された。
さらに、やはりポズナンの国営鉄道庁地方局が主導して、1945年9月11日から13日まで、シュチェチンで第1回の固有名詞学会議が開催され、ポズナン大学、西方研究所、(当時トルンから移転したばかりだった)グダニスクのバルト研究所(pl:Instytut Bałtycki、en:Baltic Institute)からの出席者、シュチェチン、ポズナン、グダニスクの行政関係者、さらに、情報宣伝関係組織や郵政関係者など、37名が参加した。
この会議では、地名を検討する組織的な手法として以下の諸点が合意された。
- 主要な典拠とする文献は、19世紀末に刊行された『Słownik geograficzny Królestwa Polskiego i innych krajów słowiańskich (ポーランド王国および他のスラヴ諸国の地名辞典)』とする。
- 中世の史料に異なる形が見出される地名については、現代のポーランド語文語に最も近いものを採用する。
- ドイツ語地名のポーランド語への翻訳は、排除されなければならない。
- 古い地名については、言葉の正確な使用ができるように、主格、生格、および、形容詞形を併記する。
- ドイツ語地名しか用いられていない場合には、近傍のスラヴ語地名を採用してもよい。近傍にスラヴ地名がない場合は、新たな入植者の出身地の地名をもとに、若干の修正を加えて採用してもよい。

## 委員会
この会議を受けて、1946年1月に、行政省の委員会のひとつとして、地名決定委員会(Komisja Ustalania Nazw Miejscowości)が設立された。委員会は、委員長に加え、6人の委員で構成され、3名の学者と、交通省、郵政省、防衛省から合わせて3名の官僚が参加していた。初代の委員長は、元バルト研究所所長の地理学者スタニスワフ・スロコフスキだった。委員には、地名研究のほか、言語学や歴史の専門家が選ばれていた。
委員会は、ポズナンの西方研究所、カトヴィツェのシロンスク研究所(pl:Instytut Śląski w Katowicachen:Silesian Institute in Katowice)、グダニスクのバルト研究所など、各地の研究所の作業を調整する役割を果たしていた。3つの地方別に作業委員会が設けられ、分担する地域に関する責任を負った。
- クラクフ委員会 I: シロンスク (シレジア)を担当
- クラクフ委員会 II: 旧東プロイセンと旧自由都市ダンツィヒを担当
- ポズナン委員会: 旧ポメラニアと旧ノイマルクを担当

各作業委員会が準備し、地名決定委員会に上げられた地名改定案は、その98%が承認されたが、その中には西方研究所の関係者が戦前に出版した文献、例えば、スタニスワフ・コジエロフスキの『Atlas nazw geograficznych Słowiańszczyzny Zachodniej (西スラヴ圏の地名地図帳)』(全2巻: 1934年 - 1937年)などを根拠とするものも、数多く含まれていた。
地名決定委員会で承認された地名は、行政省と回復領省に受付けられてから、最終的に官報『Monitor Polski』で公示された。
地名決定委員会の最初の会議は、1946年3月2日から4日に行われ、県(pl:Województwo、en:Voivodeship)の名称と、220件におよぶ、都市、郡、交通の結節点、人口5千人以上の町の名称を決定した。
第2回の会議は、1946年6月1日から3日に行われ、人口1千人から5千人の町を扱い、第3回の会議は、1946年9月26日から10月8日にかけて、人口500人から1千人の村の名称を決定した。1946年の年末までに、地名決定委員会は約4,400の地名を採用し、1947年6月までには、人口500人以上の集落のほとんどすべての名称を決定した。1950年の年末までに、合計32,138件の地名が地名決定委員会によって決定されたのである。
初代委員長のスロコフスキが1950年に死去した後、「Dryfort」という名に改名される予定だった「Drengfurt」という村が、予定を変更して「スロコヴォ」(pl:Srokowo、en:Srokowo)と改名された。

## 現在
現在、ポーランドでは、地名の標準化に関わっている委員会は、Komisja Nazw Miejscowości i Obiektów Fizjograficznych (場所と地形の名称に関する委員会) と Komisja Standaryzacji Nazw Geograficznych (地名標準化委員会) の2つが存在している。